# Julia Sebutinde
Julia Sebutinde (Entebbe, 28 de febrero de 1954) es una jurista ugandesa Es juez de la Corte Internacional de Justicia (CIJ) de Naciones Unidas desde marzo de 2012. Fue la primera mujer africana en formar parte de la CIJ.   Antes de ser elegida para la CIJ, Sebutinde fue juez del Tribunal Especial para Sierra Leona. Fue nombrada para ese cargo en 2007.
En el CIJ fue la única de los 17 jueces que votó en contra de ordenar a Israel evitar actos potenciales de genocidio en su asedio a la Franja de Gaza. También se opuso al dictamen de la CIJ de que la ocupación de Cisjordania por Israel viola la ley internacional, copiando en su voto particular textos de autores pro-israelíes y sionistas.  Poco después, el 6 de febrero de 2024, fue elegida vicepresidenta de la Corte Internacional de Justicia. El 14 de enero de 2025, se convirtió en presidenta interina, de conformidad con la línea de sucesión interina, cuando dimitió el presidente Nawaf Salam. 
Es la actual rectora de la Universidad Real Muteesa I, una universidad propiedad del reino de Buganda. 

## Creencias
Ella es una cristiana evangélica, miembro de la Iglesia Watoto en Kampala, fundada por el sionista cristiano Gary Skinner.

En agosto de 2025 declaró en dicha iglesia que "el Señor cuenta conmigo para apoyar a Israel" y que los acontecimientos en Oriente Medio eran una señal del "Fin de los Tiempos" profetizado en la Biblia, por lo que afirmó su deseo de "estar en el lado correcto de la Historia".